# Canville-la-Rocque
Canville-la-Rocque è un comune francese di 131 abitanti situato nel dipartimento della Manica nella regione della Normandia.

## Società

### Evoluzione demografica
Abitanti censiti